# KV8
KV8 (acronim de la King's Valley 8) este unul dintre mormintele Egiptului Antic aflate în Valea Regilor. Acest mormânt a aparținut lui Merneptah.

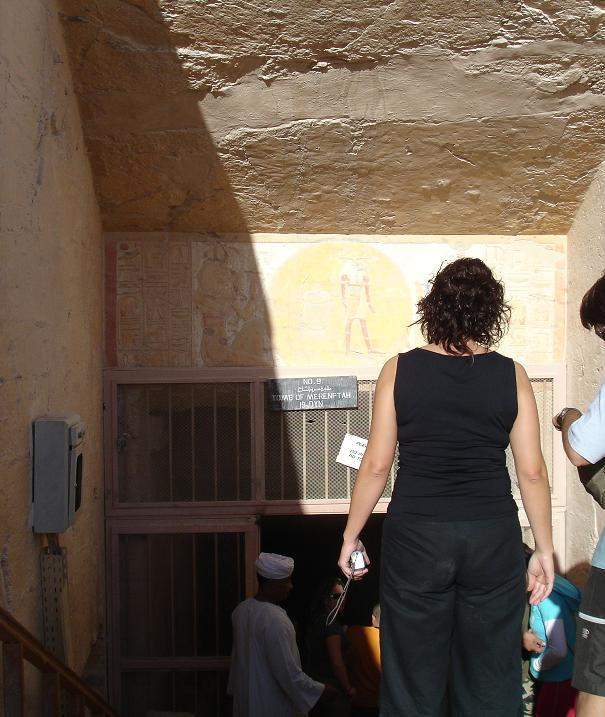
KV8: intrarea